# Бромід срібла
Бромі́д срі́́бла, аргентум бромід — неорганічна сполука, сіль складу AgBr. Має жовтувато-сіре забарвлення, яке дає змогу проводити якісні реакції на вміст бромідів.

## Загальна характеристика

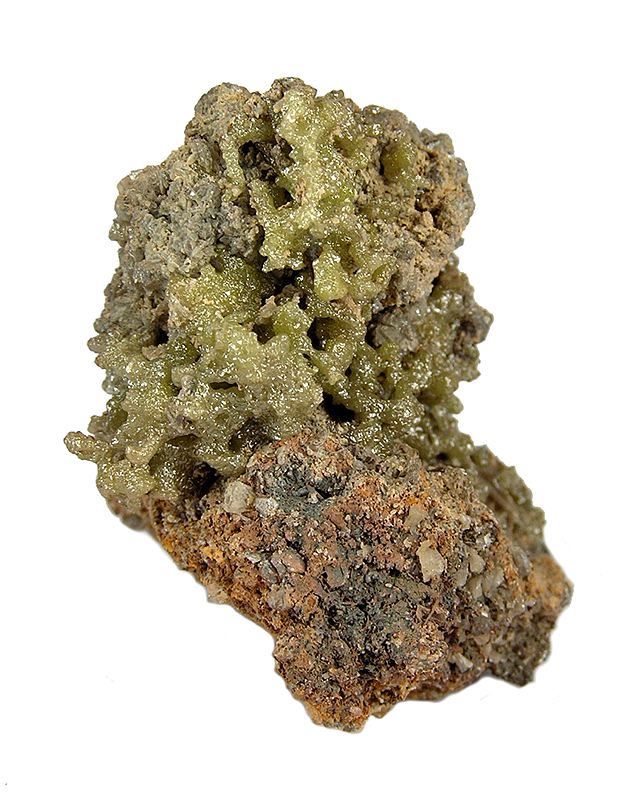
Бромаргірит

Бромід срібла є діамагнітними сіро-жовтими кристалами кубічної форми. Сіль є нерозчинною у воді, її добуток розчинності дорівнює 5,53·10−13.
У природі AgBr зустрічається у вигляді мінералу бромаргіриту.

## Отримання

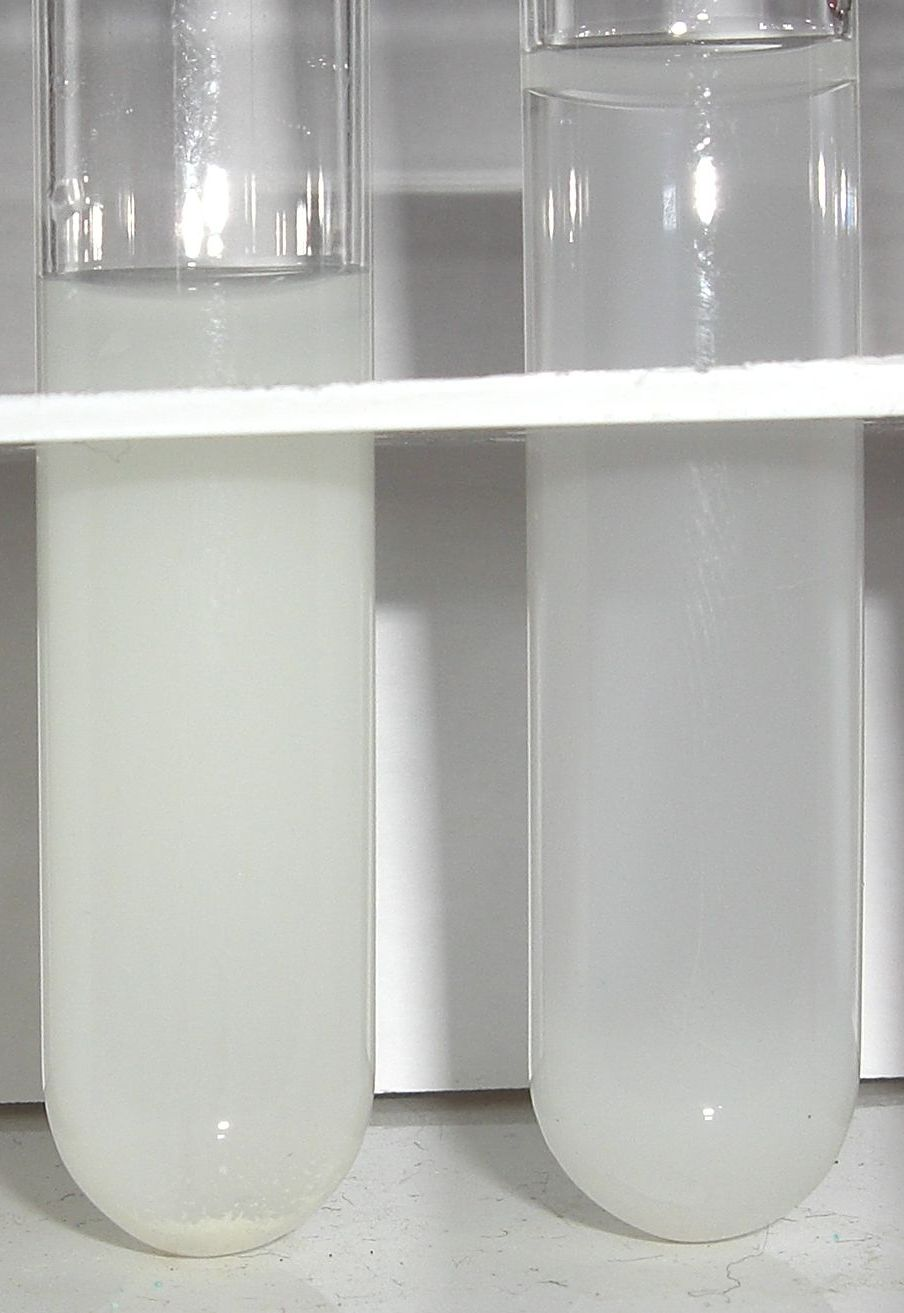
Утворення в розчині осаду AgBr

Бромід срібла утворюється при взаємодії розчинів солей срібла(I) (наприклад, нітрату AgNO3) та інших розчинних бромідів, бромідної кислоти:
{\displaystyle \mathrm {AgNO_{3}+KBr\longrightarrow AgBr\downarrow +KNO_{3}} }
Іншим способом є безпосередня взаємодія простих речовин за нагрівання:
{\displaystyle \mathrm {2Ag+Br_{2}{\xrightarrow {150-200^{o}C}}\ 2AgBr} }
Також сіль утворюється при заміщенні рідким холодним бромом тіоціанат-аніонів із тіоціанату срібла (у рідкому сірковуглеці):
{\displaystyle \mathrm {AgNCS+Br_{2}{\xrightarrow {CS_{2}}}\ 2AgBr\downarrow +(NCS)_{2}} }

## Хімічні властивості
Нерозчинний у воді бромід срібла розчиняється при додавання концентрованих розчинів аміаку, тіосульфатів лужних металів, утворюючи комплекси:
{\displaystyle \mathrm {AgBr+2(NH_{3}\cdot H_{2}O)_{(conc.)}\longrightarrow [Ag(NH_{3})_{2}]Br+2H_{2}O} }
{\displaystyle \mathrm {AgBr+2Na_{2}S_{2}O_{3(conc.)}\longrightarrow Na_{3}[Ag(S_{2}O_{3})_{2}]+NaBr} }
При взаємодії із концентрованою сульфатною кислотою при кипінні відбувається реакція обміну:
{\displaystyle \mathrm {2AgBr+H_{2}SO_{4(conc.)}{\xrightarrow {boiling}}\ Ag_{2}SO_{4}\downarrow +2HBr\uparrow } }
Сполука є фоточутливою. Бромід розкладається на світлі набагато швидше за хлорид, про що свідчить різкий запах брому (якщо провести подібний експеримент з хлоридом срібла, то запаху майже не чутно):
{\displaystyle \mathrm {2AgBr\longrightarrow 2Ag+Br_{2}} }

## Застосування
Бромід срібла, як фоточутливий матеріал, використовується у виготовлення кіно- і фотоплівки.